# Tunnel Omleiding
De tunnel Omleiding is een korte tunnel in de Vlaams-Brabantse gemeente Herent. De tunnel is onderdeel van de N26 en loopt onder de Wilselsesteenweg. De tunnel heeft één rijstrook in elke richting. Halfweg 2006 werd gestart met de bouw van de tunnel en in september 2007 was hij afgewerkt. De tunnel werd gegraven om het gevaarlijke gelijkvloerse kruispunt dat er voorheen was – het kruispunt stond op de lijst van 'gevaarlijke punten en wegvakken in Vlaanderen' – weg te werken.